# Yacine Saandi
Yacine Saandi, né le 2 avril 1987 à Marseille (Bouches-du-Rhône), est un footballeur franco-comorien. Il évolue au poste d'attaquant.

## Biographie
Yacine débarque à la Réunion en 2013, et signe à l'US Sainte-Marienne. Il est sacré champion de la Réunion la même saison et réalise le doublé en remportant la coupe régionale de France.

## Palmarès
- Champion de la Réunion en 2013 avec l'US Sainte-Marienne
- Champion de la Réunion de D2R en 2015 avec le Saint-Denis FC